# Алексово
Алексово (грч. Μυλοχώρι, Милохори) је насељено место у општини Кукуш у периферији Средишња Македонија, Грчка. Према попису из 2021. године било је 48 становника.
Према бугарском географу и историчару, Василу Канчову, у Алексову је 1900. године живело 420 Словена хришћана. Током Другог балканског рата село је настрадало од грчке војске а становништво је протерано (Струмица и околина). Касније су ту смештене гркоманске породице из Зубова и других села, које су се после Првог светског рата вратиле у своја села. На месту Алексова двадесетих година је подигнуто ново насеље које имало 225 житеља Каракачана или Аромуна.